# Aegiphila cordifolia
Espèce
Synonymes
- Callicarpa cordifolia Ruiz & Pav.[2]

Statut de conservation UICN

 LC  : Préoccupation mineure
Aegiphila cordifolia est une espèce de plantes du genre Aegiphila de la famille des Lamiaceae.